# Voleuse de vies

Voleuse de vies (The Robber Bride) est un téléfilm canado-anglais réalisé par David Evans et diffusé en 2007.

## Synopsis
Un ancien policier enquête sur la disparition de la petite amie d'un collègue. Il découvre que la jeune femme a un passé particulièrement trouble.

## Fiche technique
- Titre original : The Robber Bride
- Réalisation : David Evans
- Scénario : Margaret Atwood et Tassie Cameron
- Durée : 89 min
- Pays :  Canada,  Royaume-Uni

## Distribution
- Mary-Louise Parker (VF : Vanina Pradier) : Zenia Arden
- Shawn Doyle (VF : Didier Cherbuy) : John Grismer
- Susan Lynch (VF : Hélène Chanson) : Charis White
- Wendy Crewson (VF : Pauline Larrieu) : Roz Andrews
- Amanda Root (VF : Annie Le Youdec) : Tony Fremont
- Greg Bryk (VF : Éric Legrand) : Henry Kelly
- Tatiana Maslany (VF : Olga Sokolow) : Augusta
- Jennifer Podemski : Juanita
- Conrad Pla (en) (VF : Bruno Dubernat) : Sergent Parker
- Spike Adamson : Plongeur
- Jenn E. Young : Réceptionniste
- Diana Pavlovska (VF : Véronique Desmadryl) : Alice
- Olivier L'Ecuyer : Réceptionniste à l'hôtel
- Matt Baram : Avocat
- Joe MacLeod : Barman à l'Absinthe
- Brandon Firla (VF : Alexis Victor) : West
- Courtney Fitzpatrick : Paula
- Madison Fitzpatrick : Erin
- Ryan Hollyman : Bryce
- Ben Gans : Docteur Flynn
- Sarah Cornell : Hôtesse au sol

 Source et légende : version française (VF) sur RS Doublage et selon le carton de doublage télévisuel.